# Youm Jung-hwan
Youm Jung-hwan (* 1. Dezember 1985; † 18. Februar 2014) war ein südkoreanischer Radrennfahrer.

## Werdegang
Youm wurde 2005 in Punjab Kontinental-Meister im Einzelzeitfahren bei der Asienmeisterschaft. Im nächsten Jahr startete er bei den Asienspielen in Doha mit der Nationalmannschaft im Mannschaftszeitfahren, wo sie den vierten Platz belegten und eine Medaille somit nur knapp verfehlten. 2007 wurde Youm Jung-hwan südkoreanischer Meister im Einzelzeitfahren. Diesen Erfolg konnte er 2008 und 2012 wiederholen. Bei der B-Weltmeisterschaft 2007 in Kapstadt wurde er Achter im Zeitfahren.
Am 18. Februar 2014 starb Youm im Training an einem Herzinfarkt.

## Erfolge
2005
- Asienmeister – Einzelzeitfahren

2007
- Südkoreanischer Meister – Einzelzeitfahren

2008
- Südkoreanischer Meister – Einzelzeitfahren

2012
- Südkoreanischer Meister – Einzelzeitfahren

## Teams
- 2010 Seoul Cycling
- 2011 Seoul Cycling Team
- 2012 Seoul Cycling Team
- 2013 Geumsan Insam Cello
- 2014 KSPO